# Escuela Preparatoria Carnegie Vanguard
La Escuela Preparatoria Andrew Carnegie Vanguard o la Escuela Secundaria Carnegie Vanguard (en inglés: Andrew Carnegie Vanguard High School, CVHS) es una escuela preparatoria magnet en el Fourth Ward (Cuarto Barrio) de Houston, Texas. Como parte del Distrito Escolar Independiente de Houston (HISD por sus siglas en inglés), Carnegie es la preparatoria única en HISD que ofrece el programa Vanguard, un programa para estudiantes talentosos.

## Historia
Originalmente, el programa Vanguard del nivel de preparatoria, que se abrió en 1977, estaba ubicado en la Preparatoria Jesse H. Jones. Para 2002, muchos padres de los estudiantes en el programa Vanguard no estaban satisfechos con el campus y las operaciones de la Preparatoria Jones. El programa Vanguard del nivel de preparatoria se trasladó a la Escuela Preparatoria Carnegie Vanguard, que se abrió en el otoño de 2002, en la antigua Escuela Primaria Carnegie, de la comunidad de Sunnyside. Los estudiantes de la antigua Primaria Carnegie se trasladaron al Centro Educativo Carter G. Woodson, que se convirtió en una escuela K-8.
En 2008, la administración de HISD propuso trasladar la preparatoria Carnegie Vanguard al campus de la Escuela Preparatoria Evan E. Worthing, con nuevos edificios. Padres de los estudiantes de Carnegie Vanguard protestaron contra la propuesta, y padres de los estudiantes de la Preparatoria Worthing favorecieron la propuesta. En diciembre de 2008, el superintendente de HISD, Abelardo Saavedra, suspendió la propuesta, citando una falta de apoyo del consejo escolar de HISD.
En 2009, la administración de HISD propuso trasladar Carnegie Vanguard a un nuevo campus en el Fourth Ward. El nuevo campus, con un edificio principal diseñado por Rey de la Reza Architects, Inc., abrió en agosto de 2012. El teatro de la escuela es una antigua planta embotelladora en el estilo art déco.El campus nuevo y antiguo tienen patio central. El patio es un área de socialización para los estudiantes y una parte de la cultura de la escuela.